# Monts Hombori
Les monts Hombori constituent un massif rocheux situé dans le prolongement de la falaise de Bandiagara dans la région de Mopti au Mali, près du village d'Hombori à environ 150 km de la ville de Douentza. Culminant à 1 155 mètres, le Hombori Tondo est le sommet le plus élevé du Mali.

## Archéologie
C’est un site archéologique. Plusieurs grottes auraient été habitées il y a 2 000 ans.

## Population
La population actuelle des monts Hombori est principalement des ethnies des Songhaïs et des Dogons.

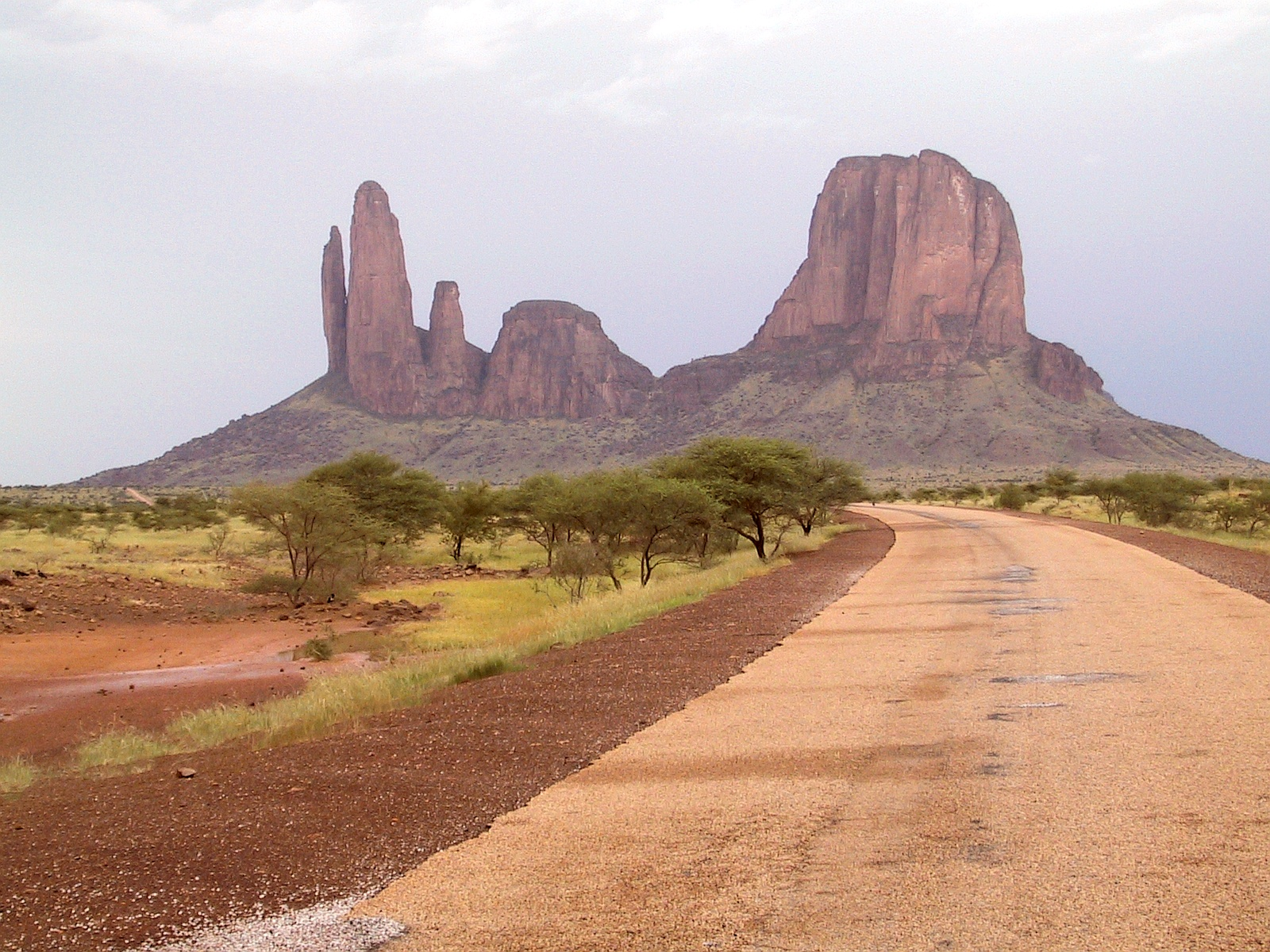
La main de Fatima dans les monts Hombori au Mali
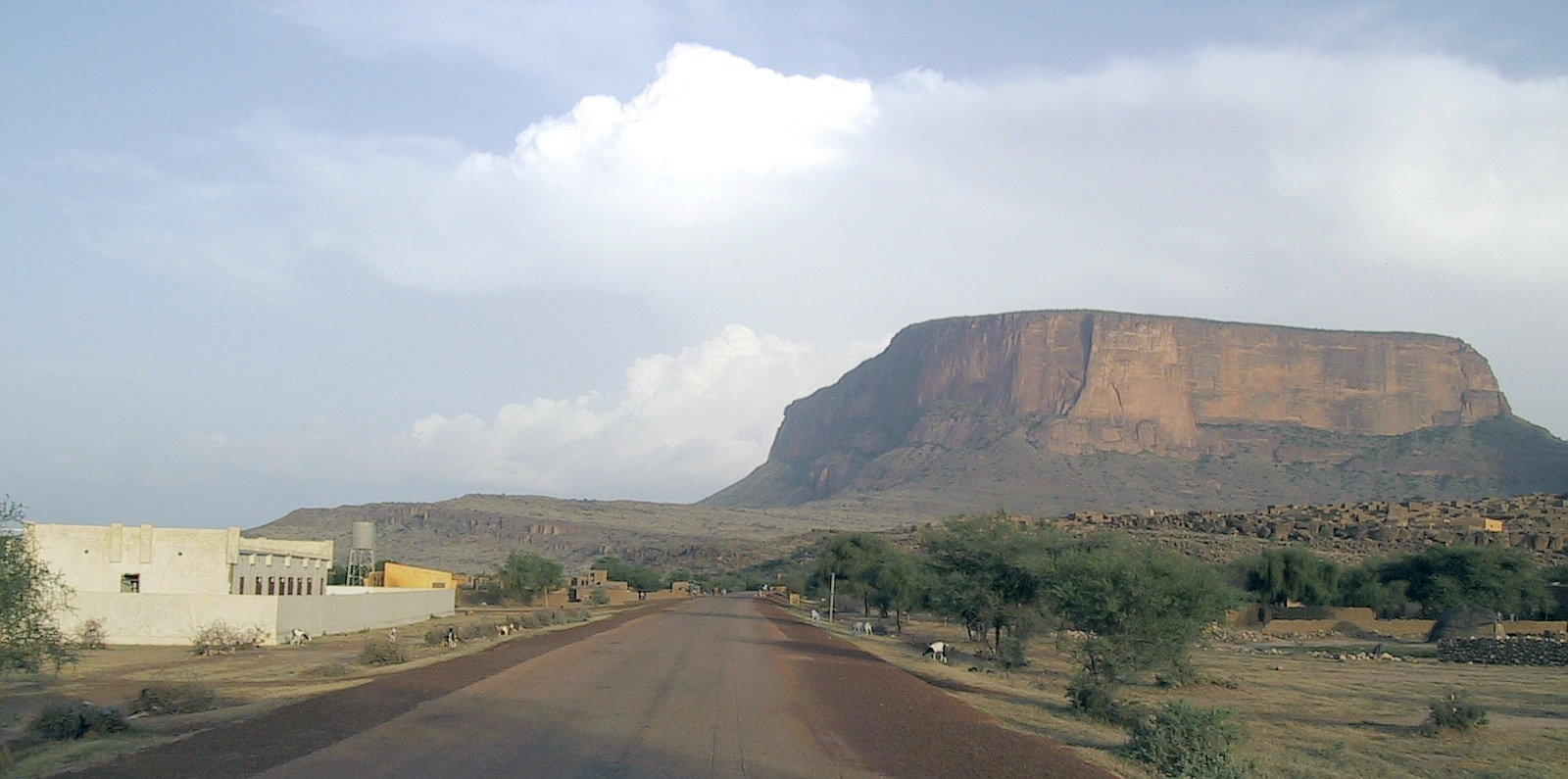
Le mont Hombori Tondo
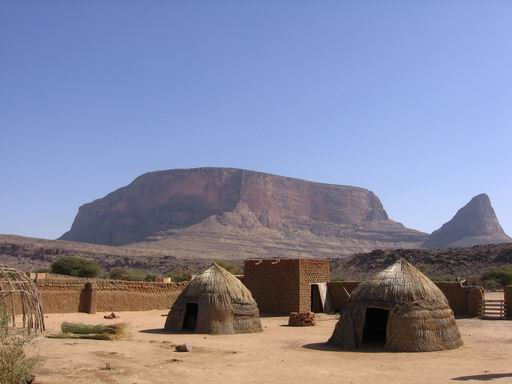
Le mont Hombori Tondo